# Степан Булат
Степан Герасимович Булат (біл. Сьцяпа́н Гера́сімавіч Була́т *11 червня 1894 Слобода-Пирішева, тепер Узденський район Мінська область, Білорусь — 24 липня 1921, Москва, тепер Російська Федерація) — білоруський журналіст, більшовицький політичний діяч.

## Життєпис
Точних даних, де і в кого навчався син наймита Степан Булат, не збереглося. Початкову школу закінчив успішно, мав хорошого учителя. У 1913 році екстерном закінчив учительські курси в Мінську, потім взяв скерування на роботу учителя в Дещанське народне училище в Мінському повіті, де пропрацював два роки.
У 1915 році Степан вступив до Мінського учительського інституту, відкритого у 1914. Навчався він там недовго, оскільки перша світова війна набирала обертів — інститут евакуювали до Ярославля.
Степана Булата мобілізували до армії. Спершу молодого бійця було відправлено на прискорені курси до Віленського військового училища, по закінченню якого отримав звання прапорщика. Був направлений на фронт до 153-го піхотного полку.
Про діяльність Степана Булата в часи революції мало відомо. Лише те, що в грудні 1917 демобілізувався, і вчителював у Слобідському народному училищі Мінського повіту. Коли ж урядовці Білоруської Народної республіки відродили Учительський інститут, Степан повернувся туди і, разом з Миколою Каспіровичом, Василем Сташевським та Міхасем Чаротом навчався на вчителя.
Ще коли Мінський учительський інститут був у евакуації у Ярославля, його молоді студенти та викладачі створили осередок організації «Молода Білорусь» і коли вони повернулися до Мінська, то продовжили свою діяльність, а пізніше, в 1919 році, уже ставши кістяком комуністичного підпілля та організації. Тому й не дивно, що молодий селянський син, Степан Булат захопився ідеями марксизму-ленінізму та вів пропаганду ідей радянської влади, як член організації «Молода Білорусь». З 1919 до серпня 1920 року був членом Білоруської комуністичної організації.
У липні — серпні 1920 року працював у Мінському губернському відділі народної освіти, був завідувачем політичного відділу Народного комісаріату освіти РСР Білорусь.
Член РКП(б) з серпня 1920 року.
З серпня 1920 року — завідувач відділу по роботі на селі Мінського губернського комітету КП(б) Литви та Білорусії. Тоді ж йому доручили посаду редактора газети «Савецкая Беларусь», а потім ще й засновник і редактор газети «Белорусская деревня».
З лютого 1921 року — член Центрального бюро КП(б) Білорусії, а з 10 травня 1921 до 24 липня 1921 року — третій секретар Центрального бюро КП(б) Білорусі та завідувач агітаційно-пропагандистського відділу ЦБ КП(б) Білорусії.
Помер 24 липня 1921 року в Москві, після другої операції. Похований на Сторожевському цвинтарі Мінська, яке у 1950-х роках було знищене білоруськими більшовиками задля побудови вулиці, скверу та кінотеатру. За переказами, залишки Булата були перенесені на Військове кладовище, однак літературознавець Григорій Семашкевич не зміг знайти його могили. Тож припускають, могила могла бути знищена під час розширення вулиці Довгобродської, або залишки взагалі не переносилися на Військове кладовище.

## Вшанування
28 липня 1921 року редакція газети «Білоруське село» писала про похорон Булата на Сторожівському цвинтарі.
|  | Потрібно написати відозву до селян. Хто це робить? Булат. Потрібно послати в село досвідченого агітатора? Їде Булат. Потрібно видавати газету для селян? На кого цю справу покласти, якщо не на Булата. Він син бідного селянина. Як йому не знати селянської душі і життя? День і ніч він не знав спокою. Закурив люльку і в селянській свиті бігав з однієї установи в іншу, щоб дістати побільше насіння, плугів, газет, реманенту всякого для селян. |

На смерть свого молодого та активного побратима відгукнулися білоруські митці:
- Янка Купала присвятив його пам'яті — «На смерть Степана Булата»[8], переклад на українську мову здійснив Володимир Свідзінський[9];
- Однокурсиник, Міхась Чарота написав — «Дорогій пам'яті Степана Булата»;
- Бядуля Змітрок — «На смерть Степана Булата».